# Feliks Klimczak
Feliks Klimczak (* 28. August 1949 in Sopot) ist ein polnischer Politiker (PL, AWS, PiS). Er gehörte von 1991 bis 1993 dem Sejm in dessen I. Wahlperiode an.

## Leben und Beruf
Klimczak absolvierte ein Studium an der Fakultät für Verkehrswissenschaften der Universität Danzig, das er 1975 abschloss. Anschließend arbeitete er in Leitungspositionen von Bau- und Arbeitsgenossenschaften. Von 2010 bis 2014 war er Vorsitzender des Polnischen Pferderennklubs.

## Politik
Seit 1980 engagierte er sich in der „Agrar-Solidarność“, der unabhängigen Gewerkschaft der Einzelbauern. Bei der Parlamentswahl 1991 wurde er für das bäuerliche Wahlbündnis Porozumienie Ludowe (PL) in den ersten frei gewählten Sejm gewählt. Dort war er Fraktionsvorsitzender der PL. Am Ende der Wahlperiode schied er wieder aus dem Parlament aus. In der zweiten Hälfte der 1990er Jahre schloss er sich dem Wahlbündnis Akcja Wyborcza Solidarność (AWS) an und wurde Unterstaatssekretär im Ministerium für Landwirtschaft und Ernährung unter Ministerpräsident Jerzy Buzek. Später wurde er Mitglied der Prawo i Sprawiedliwość (PiS), für die er bei der Parlamentswahl 2007 erfolglos zum Sejm kandidierte.